# Ry Cooder
Ry Cooder, rozený Ryland Peter Cooder, (* 13. března 1947, Los Angeles, Kalifornie, USA) je americký kytarista, zpěvák, hudební skladatel a producent. Známý je svým stylem hry slide-guitar a spoluprací s interprety tradiční hudby mnoha kultur.

## Diskografie
- Rising Sons featuring Taj Mahal and Ry Cooder (nahráno 1965–1966), 1992
- Ry Cooder ,1971
- Into the Purple Valley, 1972
- Boomer's Story, 1972
- Paradise and Lunch, 1974
- Chicken Skin Music, 1976
- Showtime, 1977
- Jazz, 1978
- Bop Till You Drop, 1979
- The Long Riders, 1980
- Borderline, 1980
- The Slide Area, 1982
- Paris, Texas, 1985
- Music from Alamo Bay, 1985
- Blue City, 1986
- Crossroads, 1986
- Why Don't You Try Me Tonight, 1986
- Get Rhythm, 1987
- Johnny Handsome, 1989
- Little Village, 1991
- Trespass, 1993
- A Meeting By The River (VM Bhatt), 1993
- Geronimo, An American Legend, 1993
- King Cake Party (The Zydeco Party Band), 1994
- Talking Timbuktu (Ali Farka Touré), 1994
- Music by Ry Cooder, 1995 (2 CD filmové hudby)
- Buena Vista Social Club, 1997 (World Circuit)
- The End of Violence, 1997
- Mambo Sinuendo (Manuel Galbán), 2003
- Chávez Ravine, 2005
- My Name Is Buddy, 2007 (Nonesuch Records)
- I, Flathead, 2008
- Pull Up Some Dust and Sit Down, 2011 (Nonesuch Records)

## Filmografie
- Ry Cooder & The Moula Banda Rhythm Aces: Let's Have a Ball (dokumentární film, režie Les Blank), 1988 (Flower Films)
- Buena Vista Social Club (dokumentární film, též na DVD, režie Wim Wenders), 1999 (Road Movies Filmproduktion)

## Ceny
- 1993 Grammy Award – Meeting by the River
- 1995 Grammy Award – Talking Timbuktu (spoluúčinkuje Ali Farka Toure)
- 1998 Grammy Award – Buena Vista Social Club
- 2004 Grammy Award – Mambo Sinuendo (spoluúčinkuje Manuel Galbán)
- Rolling Stone – časopis jmenoval Ry Coodera jako 8. největšího kytaristu v přehledu "100 Greatest Guitarists" Archivováno 5. 7. 2007 na Wayback Machine.